# José María Castro Calvo
José María Castro Calvo (Saragossa, 1903 - Barcelona, 25 de juliol de 1987) fou un metge i literat aragonès, catedràtic de la Universitat de Barcelona i acadèmic de l'Acadèmia de Bones Lletres de Barcelona.

## Biografia
Fill de José María Castro y Millá, metge d'Azanuy. Es doctorà en medicina i filosofia i lletres a la Universitat de Saragossa el 1931 amb la tesi Contribución al estudio de Miquel Servet. El 1942 va obtenir la càtedra d'Història de la Llengua i Literatura Espanyoles a la Universitat de Barcelona, alhora que feia classes a l'Escola de Bibliotecàries. Des d'aleshores s'ha dedicat a escrit diversos treballs sobre l'obra de Joan Manuel de Castella i a temes aragonesos (l'obra dels germans Argensola, les justes poètiques saragossanes del segle XV). També ha escrit poesia evocativa, irònica i sovint patètica influïda per Azorín. El 1953 ingressà com a acadèmic a l'Acadèmia de Bones Lletres de Barcelona. Durant els anys 1980 col·laborà també amb Radio Zaragoza a Barcelona.

## Obres
- Historia de la literatura española (1967)
- Mi gente y mi tiempo (1968)
- Ante el misterio y otros ensayos (1955)
- El agualí (1972)